# True Traitor, True Whore
True Traitor, True Whore è il sesto album in studio del gruppo black metal Leviathan, pubblicato nel 2011.

## Tracce
1. True Whorror – 5:38
2. Her Circle Is the Noose – 4:20
3. Brought up to This Bottom – 5:03
4. Contrary Pulse – 5:42
5. Shed This Skin – 5:43
6. Every Orifice Yawning Her Price – 7:07
7. Harlot Rises (Mesmerized Again) – 7:01
8. Blood Red and True – 6:57

## Formazione
- Wrest - tutti gli strumenti, voce